# Peter Hertog
Peter Jan Anna Hertog (Sint-Niklaas, 2 augustus 1966) is een Belgisch politicus voor Vooruit.

## Biografie
Hij deed zijn intreden in de provincieraad na de lokale verkiezingen van 2000, in 2006 werd hij opnieuw verkozen als lijsttrekker van de kartellijst sp.a-Groen!. Datzelfde jaar werd hij aangesteld als gedeputeerde van de provincie Oost-Vlaanderen, een functie waarin hij bevestigd werd na de lokale verkiezingen van 2012. 